# Prújitsi
Prújitsi (en rus: Пружицы) és un poble de l'óblast de Leningrad, a Rússia, que el 2017 tenia 43 habitants.